# Henri Albert Niessel

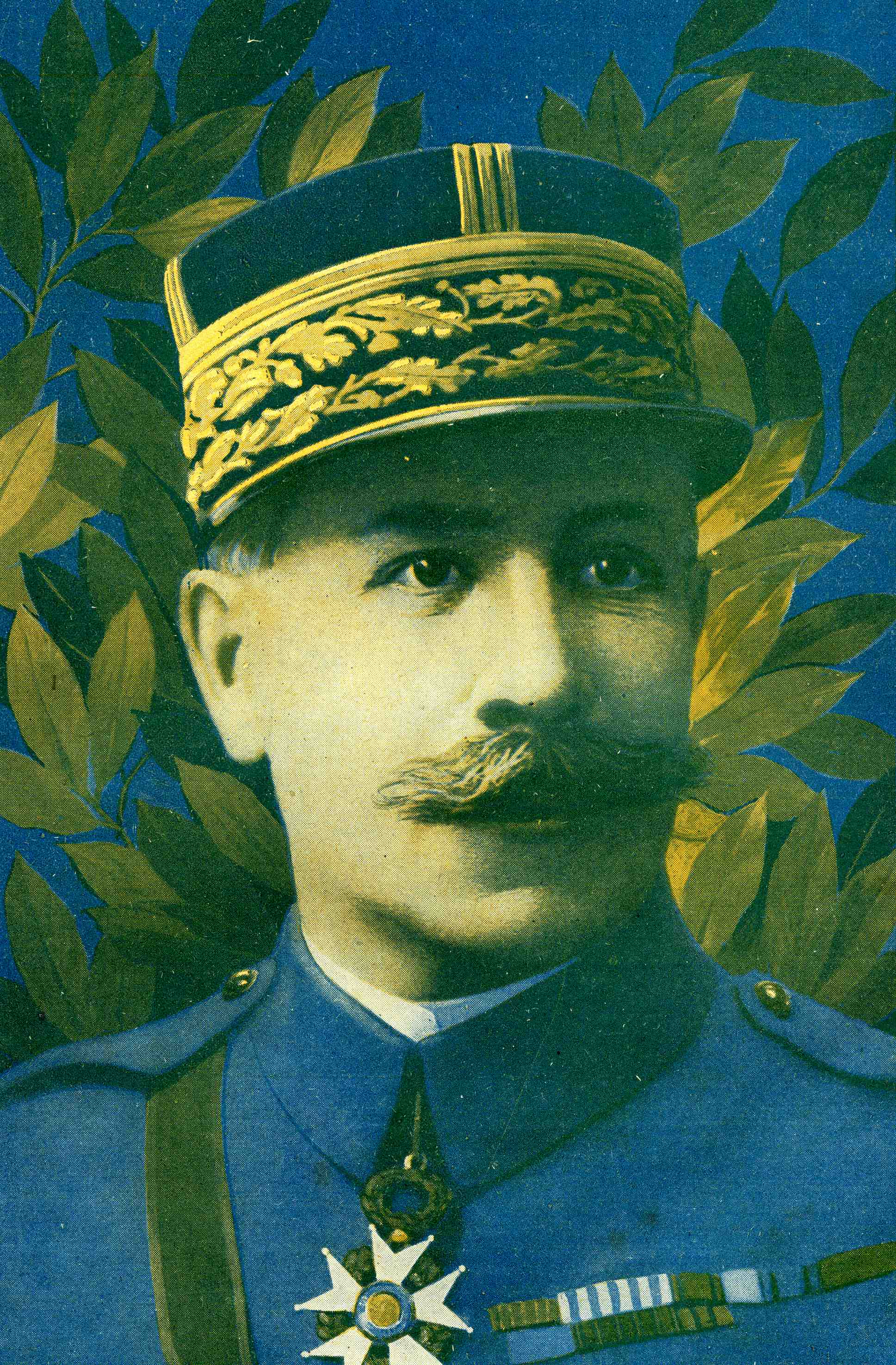
Henri-Albert Niessel

Henri Albert Niessel (* 24. Oktober 1866 in Paris; † 26. Dezember 1955) war ein französischer General und von 1926 bis 1931 Mitglied des Obersten Kriegsrates.

## Leben
Niessel diente im Ersten Weltkrieg als Divisionskommandeur und Kommandierender General eines Armeekorps an der Westfront und war anschließend Chef der Militärmission in Russland (1917–1918). Von 1919 bis 1920 war er Leiter der Interalliierten Baltikum-Kommission. Ab 1920 bis 1921 wiederum leitete Niessel als Chef die Französische Militärmission in Polen. Zurück in Frankreich war er Kommandeur des 9. Armeekorps in Tours von 1921 bis 1924 und wurde 1924 bis 1926 Generalinspekteur der Armée de l’air.

## Auszeichnungen
- Großoffizier der Ehrenlegion[5]
- französisches Kriegskreuz (1914–1918) mit drei Palmzweigen
- belgisches Kriegskreuz
- polnisches Kriegskreuz
- tschechisches Kriegskreuz
- marokkanisches Kriegskreuz